# مولاي احساين (الزراردة)
مولاي احساين هو دُوَّار يقع بجماعة كلاز، إقليم تاونات، جهة فاس مكناس في المملكة المغربية. ينتمي الدوّار لمشيخة الزراردة التي تضم 20 دواوير. يقدر عدد سكانه بـ 30 نسمة حسب الإحصاء الرسمي للسكان والسكنى لسنة 2004.

## روابط خارجية
- البوابة الوطنية للجماعات الترابية
- المندوبية السامية للتخطيط